# Huile de citronnelle

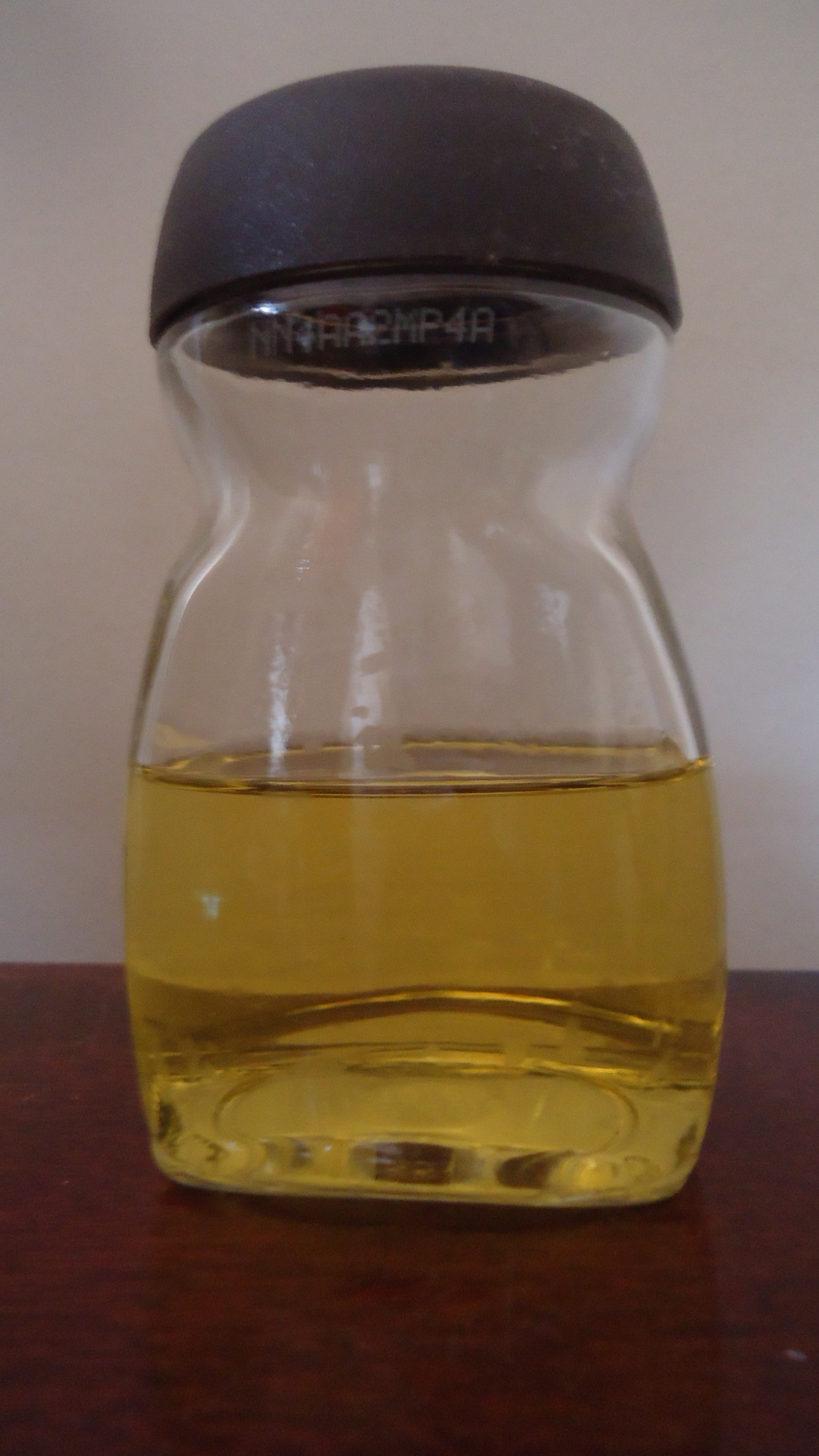
Huile de citronnelle.

L'huile de citronnelle est une huile essentielle obtenue à partir des feuilles et des tiges de diverses espèces du genre Cymbopogon (citronnelle). Cette huile est largement utilisée en tant que source de substances chimiques pour la parfumerie, tels que le citronellal, le citronellol et le géraniol. Ces produits sont également utilisés  pour la fabrication de savons, de bougies et d'encens et dans les industries cosmétique et aromatique dans le monde entier.
L'huile de citronnelle est également un répulsif végétal utilisé contre les insectes, et est enregistrée pour cet usage aux États-Unis depuis 1948. 
L'Agence de protection de l'environnement américaine (EPA) considère l'huile de citronnelle comme un biopesticide ayant un mode d'action non toxique.
Cependant, considérant que les effets répulsifs contre les insectes de la citronnelle ne sont pas prouvés en Europe, l'Union européenne a interdit son utilisation comme insecticide par la directive européenne concernant la mise sur le marché des produits biocides. Elle reste autorisée pour ses emplois en tant qu'herbicide.
Des études ont aussi démontré que l'huile de citronnelle a de fortes propriétés antifongiques,, et est efficace pour calmer les aboiements des chiens.

## Types
L'huile de citronnelle est classée à des fins commerciales en deux chémotypes :

### Type Ceylan
- CAS : 89998-15-2
- CAS : 8000-29-1
- EINECS : 289-753-6
- FEMA : 2308
- CoE : 39
- obtenu de : Cymbopogon nardus Rendle
- composé de géraniol (18-20 %), limonène (9-11 %), méthyl-isoeugénol (7-11 %), citronellol (6-8 %) et citronellal (5-15 %).

### Type Java
- CAS : 91771-61-8
- CAS : 8000-29-1
- EINECS : 294-954-7
- FEMA : 2308
- CoE : 2046
- obtenu de : Cymbopogon winterianus Jowitt
- composé de  citronellal (32-45 %), géraniol (11-13 %), acétate de géranyle (3-8 %), limonène (1-4 %).
- Les teneurs plus élevées en géraniol et en citronellal du type Java en font une meilleure ressource pour les dérivés de la parfumerie[1],[10].

Le nom de Cymbopogon winterianus donné à cette variété est un hommage à M. Winter, important distillateur d'huile de Ceylan, qui fut le premier à cultiver et distiller le type de citronnelle Maha Pangeri à Ceylan.
Les deux types dérivent probablement de la variété Mana Grass du Sri Lanka, qui se rencontrerait selon Finnemore (1962) sous deux formes sauvages, Cymbopogon nardus var. linnae (typicus) et Cymbopogon nardus var. confertiflorus. Aucune des formes sauvages n'est utilisée pour la distillation de manière appréciable.
L'huile de citronnelle provenant des espèces de Cymbopogon ne doit pas être confondue avec d'autres huiles citronnées similaires fournies par Corymbia citriodora et Pelargonium citrosum.

## Production mondiale
En 2014, la production mondiale d'huile de citronnelle est d'environ 4 000 tonnes. Les principaux producteurs sont la Chine et l'Indonésie, qui fournissent 40 % du total mondial. Cette huile essentielle est également produite à  Taïwan, au Guatemala, au Honduras, au Brésil, au Sri Lanka, en Inde, en Argentine, en Équateur, en Jamaïque, à Madagascar, au Mexique, et en Afrique du Sud.
Le marché de l'huile de citronnelle naturelle a été érodé par des produits chimiques synthétisés à partir de la térébenthine, tirée des conifères. Cependant, l'huile de citronnelle naturelle et ses dérivés sont préférés par l'industrie de la parfumerie.

## Aspects sanitaires
L'application directe de l'huile de citronnelle pourrait augmenter le rythme cardiaque chez certaines personnes.
Santé Canada étudie l'exclusion totale de l'usage de l'huile de citronnelle comme insectifuge.
L'EPA, de son côté, ne trouve pas de toxicité connue pour la citronnelle.